# ديفيد هولمز (رجل أعمال)
ديفيد هولمز (بالإنجليزية: David Holmes)‏ هو شخصية أعمال بريطاني، ولد في القرن العشرين.